# Philotrypesis aterrima
Philotrypesis aterrima är en stekelart som först beskrevs av Saunders 1883.  Philotrypesis aterrima ingår i släktet Philotrypesis och familjen fikonsteklar. Inga underarter finns listade i Catalogue of Life.